# Museo civico Antonio Parazzi
Il Museo civico Antonio Parazzi-Mu.Vi. è un museo archeologico di Viadana, in provincia di Mantova.
È dedicato al suo fondatore don Antonio Parazzi, ecclesiastico nato nel 1823 e fratello di don Luigi Parazzi, fondatore della biblioteca comunale di Viadana nel 1861. Appassionato di storia e preistoria, nel 1880 inaugurò il museo destinato a raccogliere i reperti archeologici delle zone circostanti. 

## Raccolte
Compongono il museo numerose collezioni: 
- Raccolta archeologica: 2500 reperti dalla Preistoria alla tarda Età Romana
- Raccolta paleontologica e mineralogica
- Raccolta di oggetti d'arte
- Tessuti
- Ceramiche rinascimentali e maioliche
- Terrecotte, tra le quali Devoti in preghiera, opera di Elia della Marra[1]
- Tavolette lignee
- Raccolta numismatica
- Raccolta di dipinti e affreschi
- Raccolta epigrafica